# Bathyphylax
Bathyphylax is een geslacht van straalvinnige vissen uit de familie van driepootvissen (Triacanthodidae). Het geslacht is voor het eerst wetenschappelijk beschreven in 1934 door Myers.

## Soorten
- Bathyphylax bombifrons Myers, 1934
- Bathyphylax omen Tyler, 1966
- Bathyphylax pruvosti Santini, 2006